# 张文佑
张文佑（1909年8月31日—1985年2月11日），男，直隶唐山人，中国地质学家、大地构造学家，中国科学院学部委员。

## 生平
1930年毕业于南开中学，1934年毕业于北京大学地质系。曾任中央研究院地质研究所研究员，广西大学讲师，国立中央大学地质系教授。1945年至1947年赴欧美考察学习。
中华人民共和国成立后，任中国科学院地质研究所所长，北京大学、北京地质学院教授。1955年当选中国科学院学部委员，曾任中国地质学会副理事长。

## 学术贡献
曾主编《1:400万中国大地构造图》《中国大地构造纲要》和《1:500万中国及邻区海陆大地构造图》。在大地构造理论上，创立了断裂体系与断块大地构造学说。

## 家庭
妻子劉蘊真。
兒子张肇西为中国粒子物理学家，中国科学院理论物理研究所研究员，中国科学院院士。儿媳赵理曾，亲家公赵九章為两弹一星功勋科学家，中国的空间科学和卫星事业的奠基人。
孫子張捷为企业家，北京量跃资本管理有限公司創建者，兼任中国政法大学资本金融研究院交易学研究中心副主任、客座教授。張捷育有1兒張銘軒，1女張景涵。